# Ryan Hunter-Reay
Ryan Christopher Hunter-Reay (Dallas, 17 dicembre 1980) è un pilota automobilistico statunitense.

## Carriera
In carriera ha corso e vinto in ciascuna delle formule a ruote scoperte del Nord America, CART, la Champ Car World Series e la IndyCar Series. Ha vinto il Rookie of the Year della IndyCar Series nel 2007, nonostante prese parte solo a sei dei diciassette eventi, e il  Rookie of the Year della 500 Miglia di Indianapolis nel 2008.
Nel gennaio 2010 Hunter-Reay è chiamato a correre per il team Andretti Autosport con la vettura # 37, vincendo il prestigioso Grand Prix di Long Beach. Quella fu la prima vittoria della scuderia Andretti Autosport sotto la proprietà di Michael Andretti. Nell'ottobre 2010, Andretti Autosport ha annunciato di aver firmato un contratto con Hunter-Reay della durata di due anni, fino al 2012.
Nel 2012 vince il campionato IndyCar Series guidando una monoposto con telaio Dallara motorizzata Chevrolet. Nel corso della stagione il pilota statunitense si impone in 4 gran premi, Milwaukee, Iowa, Toronto, Baltimore e conquista una pole position, ad Edmonton, in Canada.
Nel 2013 Ryan Hunter-Reay corre ancora per il team Andretti Autosport alla guida della monoposto # 1 nella IndyCar Series abbandonando il suo numero abituale, il 28, usato quale segno di stima verso i 28 milioni di persone che vivono con il cancro in tutto il mondo. Hunter-Reay, che ha perso la madre per cancro al colon nel 2009, continua ad essere un leader nella lotta contro il cancro e funge da ambasciatore per Racing for Cancer, un'organizzazione fondata nel 2010 per aiutare a costruire la consapevolezza nella lotta globale contro il cancro.

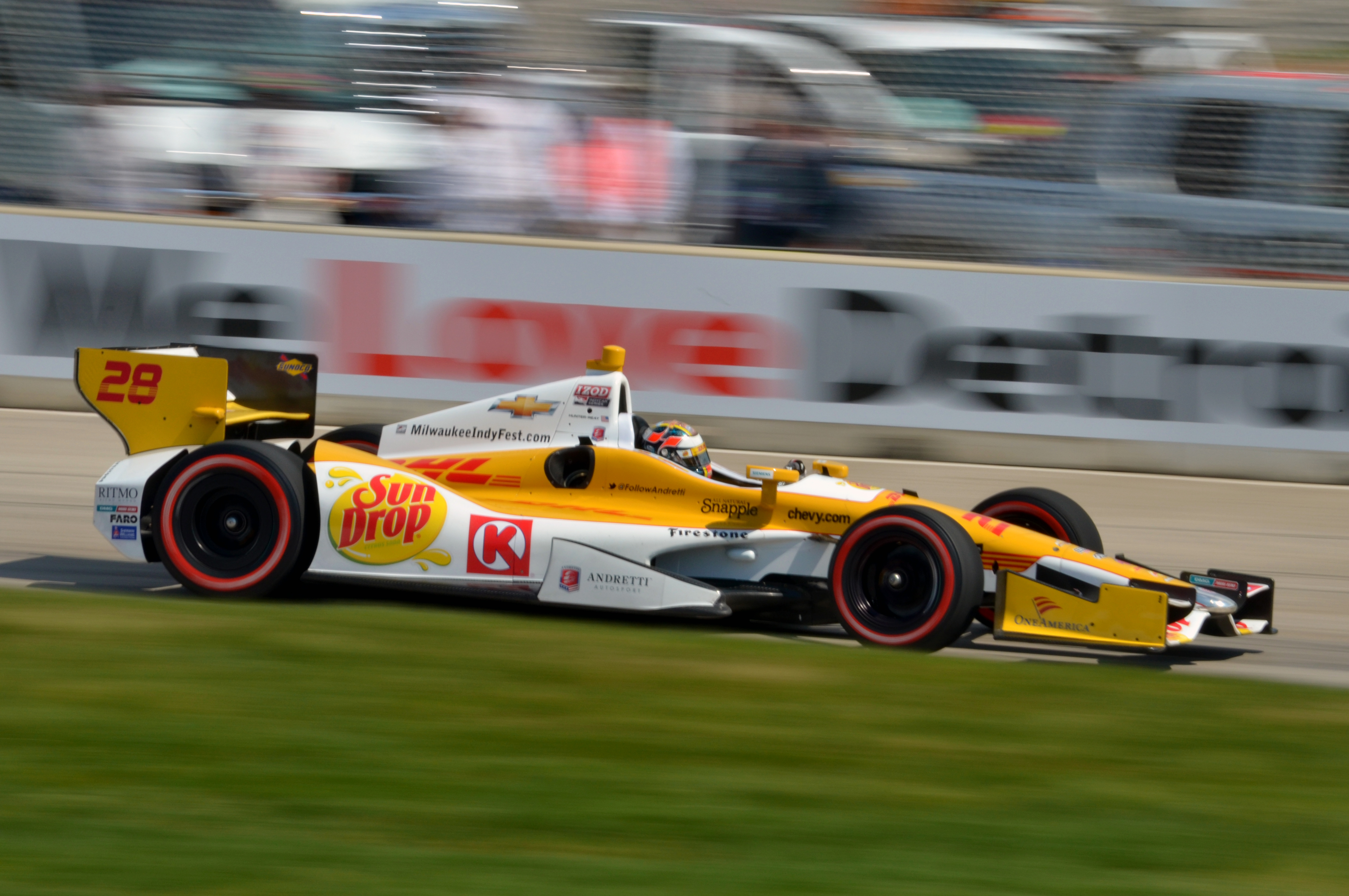
Hunter-Reay a Detroit nel 2012

## Risultati

### IndyCar Series
| Anno | Squadra                  | Telaio       | Motore    | 1      | 2      | 3      | 4       | 5        | 6       | 7       | 8      | 9      | 10     | 11     | 12      | 13      | 14     | 15     | 16     | 17      | 18      | 19    | Classifica | Punti |
| ---- | ------------------------ | ------------ | --------- | ------ | ------ | ------ | ------- | -------- | ------- | ------- | ------ | ------ | ------ | ------ | ------- | ------- | ------ | ------ | ------ | ------- | ------- | ----- | ---------- | ----- |
| 2007 | Rahal Letterman Racing   | Dallara      | Honda     | HMS    | STP    | MOT    | KAN     | INDY     | MIL     | TXS     | IOW    | RIR    | WGL    | NSH    | MDO 7   | MIS 6   | KTY 15 | SNM 18 | DET 18 | CHI 7   |         |       | 19º        | 119   |
| 2008 | Rahal Letterman Racing   | Dallara      | Honda     | HMS 7  | STP 17 | 7      | LBH DNP | KAN 18   | INDY 6  | MIL 15  | TXS 20 | IOW 8  | RIR 16 | WGL 1  | NSH 19  | MDO 10  | EDM 8  | KTY 9  | SNM 18 | DET 6   | CHI 9   | SRF 3 | 8º         | 360   |
| 2009 | Vision Racing            | Dallara      | Honda     | STP 2  | LBH 11 | KAN 15 | INDY 32 | MIL 12   | TXS 16  |         |        |        |        |        |         |         |        |        |        |         |         |       | 15º        | 298   |
| 2009 | A. J. Foyt Enterprises   | Dallara      | Honda     |        |        |        |         |          |         | IOW 19  | RIR 15 | WGL 21 | TOR 7  | EDM 17 | KTY 14  | MDO 4   | SNM 19 | CHI 15 | MOT 21 | HMS 13  |         |       | 15º        | 298   |
| 2010 | Andretti Autosport       | Dallara      | Honda     | SAO 2  | STP 11 | ALA 12 | LBH 1   | KAN 5    | INDY 18 | TXS 7   | IOW 8  | WGL 7  | TOR 3  | EDM 5  | MDO 10  | SNM 8   | CHI 4  | KTY 21 | MOT 9  | HMS 11  |         |       | 7º         | 445   |
| 2011 | Andretti Autosport       | Dallara      | Honda     | STP 21 | ALA 14 | LBH 23 | SAO 18  | INDY DNQ | TXS1 19 | TXS2 9  | MIL 26 | IOW 8  | TOR 3  | EDM 7  | MDO 3   | NHM 1   | SNM 10 | BAL 8  | MOT 24 | KTY 5   | LVS C   |       | 7º         | 347   |
| 2011 | A. J. Foyt Enterprises   | Dallara      | Honda     |        |        |        |         | INDY 23  |         |         |        |        |        |        |         |         |        |        |        |         |         |       | 7º         | 347   |
| 2012 | Andretti Autosport       | Dallara DW12 | Chevrolet | STP 3  | ALA 12 | LBH 6  | SAO 2   | INDY 27  | DET 7   | TXS 21  | MIL 1  | IOW 1  | TOR 1  | EDM 7  | MDO 24  | SNM 18  | BAL 1  | FON 4  |        |         |         |       | 1º         | 468   |
| 2013 | Andretti Autosport       | Dallara DW12 | Chevrolet | STP 18 | ALA 1  | LBH 24 | SAO 11  | INDY 3   | DET1 2  | DET2 18 | TXS 2  | MIL 1  | IOW 2  | POC 20 | TOR1 18 | TOR2 19 | MDO 5  | SNM 6  | BAL 20 | HOU1 20 | HOU2 21 | FON 9 | 7º         | 469   |
| 2014 | Andretti Autosport       | Dallara DW12 | Honda     |        |        |        |         |          |         |         |        |        |        |        |         |         |        |        |        |         |         |       | 6º         | 563   |
| 2015 | Andretti Autosport       | Dallara DW12 | Honda     |        |        |        |         |          |         |         |        |        |        |        |         |         |        |        |        |         |         |       | 6º         | 435   |
| 2016 | Andretti Autosport       | Dallara DW12 | Honda     |        |        |        |         |          |         |         |        |        |        |        |         |         |        |        |        |         |         |       | 12º        | 428   |
| 2017 | Andretti Autosport       | Dallara DW12 | Honda     |        |        |        |         |          |         |         |        |        |        |        |         |         |        |        |        |         |         |       | 9º         | 421   |
| 2018 | Andretti Autosport       | Dallara DW12 | Honda     |        |        |        |         |          |         |         |        |        |        |        |         |         |        |        |        |         |         |       | 4º         | 566   |
| 2019 | Andretti Autosport       | Dallara DW12 | Honda     |        |        |        |         |          |         |         |        |        |        |        |         |         |        |        |        |         |         |       | 8º         | 420   |
| 2020 | Andretti Autosport       | Dallara DW12 | Honda     |        |        |        |         |          |         |         |        |        |        |        |         |         |        |        |        |         |         |       | 10º        | 315   |
| 2021 | Andretti Autosport       | Dallara DW12 | Honda     |        |        |        |         |          |         |         |        |        |        |        |         |         |        |        |        |         |         |       | 17º        | 256   |
| 2023 | Dreyer & Reinbold Racing | Dallara DW12 | Chevrolet |        |        |        |         |          |         |         |        |        |        |        |         |         |        |        |        |         |         |       | 26º        | 131   |
| 2023 | Ed Carpenter Racing      | Dallara DW12 | Chevrolet |        |        |        |         |          |         |         |        |        |        |        |         |         |        |        |        |         |         |       | 26º        | 131   |